# 陳國基
陳國基，GBS，IDSM，JP（1959年4月5日—），香港政治人物，籍貫廣東順德樂從，生於香港，現任政務司司長、候選人資格審查委員會主席兼區議會資格審查委員會主席。曾任维护国家安全委员会秘書長兼成員、入境事務處處長和行政長官辦公室主任。

## 生平
陳國基曾就讀中華基督教會基華小學，於1972年至1976年間就讀於中華基督教會協和書院，其後於1978年在香港培正中學畢業。1982年於香港樹仁學院社會學系畢業，其後於2001年獲得清華大學法學學士學位。妻子為黎展霞，為前將軍澳張沛松紀念中學校長（2012-2018）。

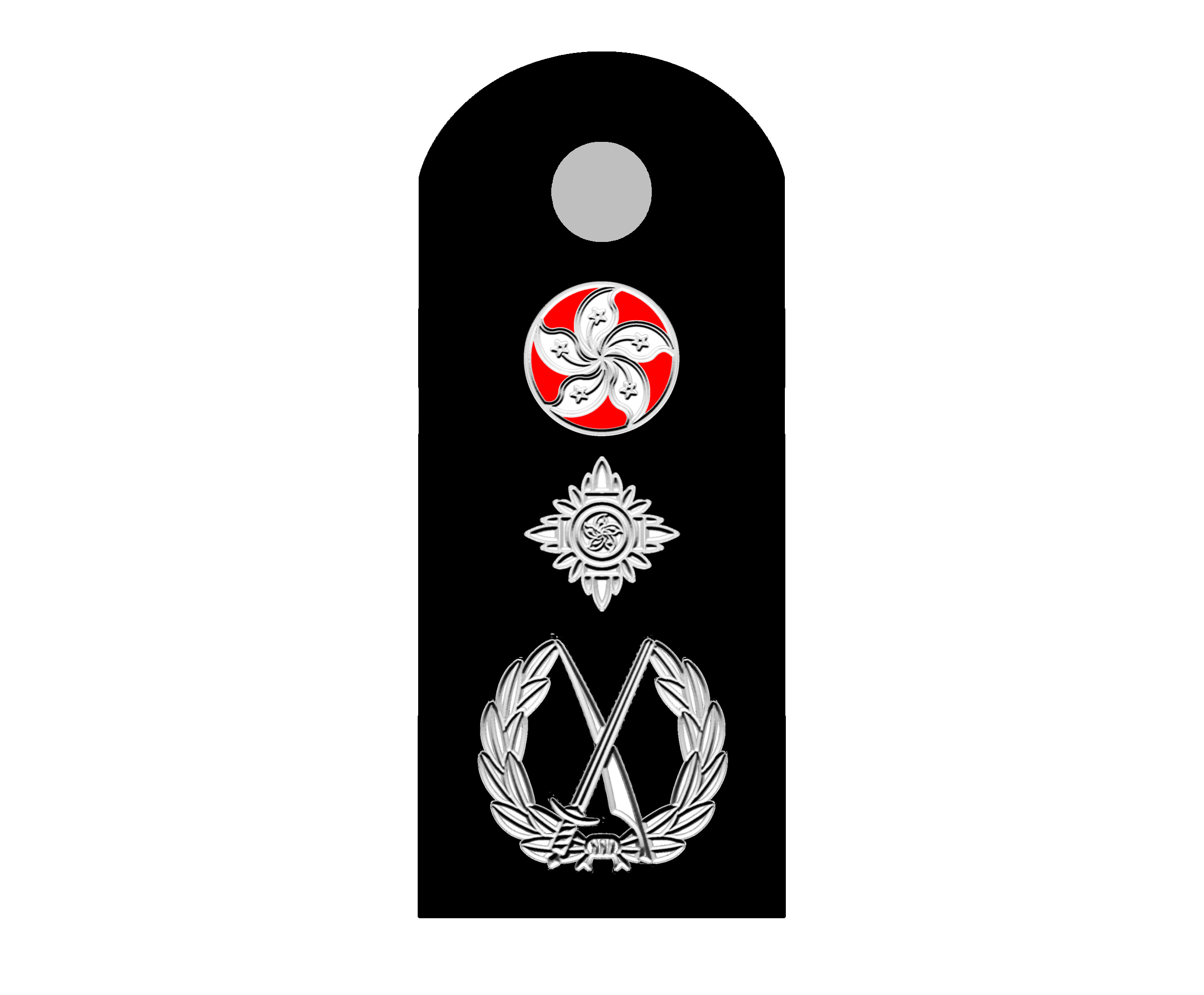
入境事務處處長肩章

陳國基於1982年10月加入人民入境事務處，任職助理入境事務主任。1989年9月，陳國基晉升為入境事務主任，於1995年12月晉升為高級入境事務主任，由1998年底至2001年，於駐京辦入境事務組工作，於2000年12月晉升為總入境事務主任，於2003年1月晉升為助理首席入境事務主任，於2004年8月晉升為首席入境事務主任，於2006年，擔任入境處執法及聯絡科指揮官，於2007年4月晉升為入境事務處助理處長，並且先後出任助理處長（執法及訴訟）和助理處長（簽證及政策）崗位，至2009年9月晉升為入境事務處副處長。2011年，中華人民共和國國務院根據行政長官曾蔭權的提名和建議，任命入境事務處副處長陳國基於3月28日接替退休前休假的白韞六出任入境事務處處長。2016年4月5日，陳國基開始退休前休假，由副處長曾國衛接任。
2017年5月4日，林鄭月娥當選行政長官後，陳國基出任候任行政長官辦公室主任；  同年7月1日林鄭月娥正式上任後，陳國基出任行政長官辦公室主任。2020年7月2日国务院根据林郑月娥提名，任命陈国基为首任维护国家安全委员会秘书长。2022年6月19日，國務院根據候任行政長官李家超提名，任命陳為第六屆政府的政務司司長，是繼李家超後第二位紀律部隊出身的政務司司長。並在2022年8月4日，根據香港特區維護國家安全委員會主席李家超免去原秘書長職務保留政務司司長職務。

### 被指侵犯人權及破壞香港自治而受美國制裁
2020年8月7日，美國財政部宣佈，轄下外國資產控制辦公室已採取行動制裁11名損害香港自治的中港官員並公開其個人資料，被制裁者包括香港特區國家安全委員會主席、第五任行政會議主席兼行政長官林鄭月娥及其大秘書陳國基等人，並與在中非共和國犯下多起強姦與殺戮罪行的軍閥布·西迪·蘇萊曼於當日被一同列入制裁名單。被執行制裁的人士除了其美國資產會被凍結外，在海外及香港銀行服務亦極可能會被取消，亦限制使用美國公司的產品及服務。

## 榮譽

### 頭銜
- 陳國基先生，I.D.S.M.（2000年7月1日－2016年6月30日）
- 陳國基先生，S.B.S，I.D.S.M.（2016年7月1日－2017年7月20日）
- 陳國基先生，S.B.S，I.D.S.M.，J.P.（2017年7月21日－2022年6月30日）
- 陳國基司长，S.B.S，I.D.S.M.，J.P.（2022年7月1日－2022年7月26日）
- 陳國基司长，G.B.S，I.D.S.M.，J.P.（2022年7月27日－）

### 殊勳
- 金紫荊星章（G.B.S.）（2022年7月27日）[12]
- 銀紫荊星章（S.B.S.）（2016年7月1日）
- 官守太平紳士（2017年7月21日－；任職行政長官辦公室主任及政務司司長期間）[13]

### 紀律部隊嘉獎
- 香港入境事務卓越獎章（I.D.S.M.）（2009年7月1日）[14]
- 入境事務長期服務獎章（2000年10月27日；時任總入境事務主任）[15]
  - 加敘單條勳扣（2007年10月27日；時任助理處長）[16]
  - 加敘雙條勳扣（2012年10月27日；時任處長）[17]
  - 加敘三條勳扣（2015年1月27日；時任處長）[18]

## 外部連結
- 陳國基於香港政府網頁的介紹 （页面存档备份，存于）
- 陳國基的Facebook專頁